# Криштоф, Михал
Михал Криштоф (словац. Michal Krištof; род. 11 октября 1993, Нитра) — словацкий хоккеист, нападающий швейцарского «Лангнау Тайгерс» и национальной сборной Словакии. Бронзовый призёр Олимпийских игр 2022 года.

## Клубная карьера
Михал Криштоф впервые вышел на лёд в возрасте четырёх лет, когда родители взяли его с собой на каток, располагавшийся вблизи его дома в Нитре. Позже стал играть и тренироваться вместе со своим двоюродным братом, который был на три года старше него. Впоследствии отыграл несколько сезонов за юношеские команды «Нитры».
Когда Криштофу было 17 лет, ему позвонил его агент и предложил поехать в финскую Ваасу, где летом юношеская команда клуба «Спорт» проводила свой десятидневный тренировочный сбор. Молодой словак произвёл хорошее впечатление у местных тренеров и был включён в состав команды. В своём первом сезоне — 2011/12 — в юношеской финской лиге Криштоф набрал 37 очков в 42 матчах. В сезоне 2012/13 он долгое время входил в тройку лучших бомбардиров, но из-за травмы был вынужден пропустить большое количество матчей, тем не менее по итогам сентября он был назван лучшим игроком лиги и вошёл в состав первой команды Матча звезд.
Сезон 2013/14 стал для Криштофа первым на взрослом уровне — он выступал за основную команду «Спорта» во Второй финской лиге. Несмотря на хорошее начало сезона, после 37 проведённых матчей тренер Паси Рясянен всё же решил перевести его обратно в юношескую команду.
После того, как «Йокерит» принял решение о переходе с сезона 2014/15 в Континентальную хоккейную лигу, «Спорт» был повышен в классе, получив право выступать в СМ-Лииге. После начала сезона, которое Криштоф на правах аренды провёл в «Пелиитате», забившего три гола и отдавшего восемь результативных передач в шести матчах хоккеиста вернули в «Спорт», и 3 октября 2014 года он дебютировал в СМ-Лииге.
Следующий сезон хоккеист провёл в финском «Хокки», в составе которого набрал 40 очков по системе «гол+пас» в регулярном сезоне и ещё 13 — в плей-офф, и тем самым помог команде дойти до финала первенства.
Перед стартом сезона 2016/17 Криштоф вернулся на родину, где в течение двух лет защищал цвета «Нитры». По итогам сезона 2017/18 был включён в символическую сборную Словацкой экстралиги.
Сезон 2021/22 Криштоф провёл в Чешской экстралиге в составе «Кометы» из Брно, после чего 21 июля 2022 года на правах свободного агента подписал однолетний контракт с владивостокским «Адмиралом», выступавшим в КХЛ.
1 мая 2023 года словацкий хоккеист покинул «Адмирал» и в качестве свободного агента подписал двухлетний контракт с другим клубом КХЛ — «Сочи».
Несмотря на то, что контракт Криштофа с «Сочи» действовал до конца сезона 2024/25, в октябре 2024 года он самовольно покинул расположение клуба, подписав контракт со швейцарским «Лангнау Тайгерс». В связи с этим президент КХЛ Алексей Морозов обратился к директору Швейцарской национальной лиги Дэни Воше с требованием аннулировать контракт словацкого хоккеиста, на что получил отказ, мотивированный тем, что этот трансфер одобрила Международная федерация хоккея, а сама процедура была проведена в соответствии с регламентом.

## Карьера в сборной
Первые матчи за сборную Словакии провёл в феврале 2017 года в рамках ЕвроЧелленджа.
С 2018 по 2022 годы регулярно вызывался в национальную команду, с которой принимал участие в чемпионатах мира и Олимпийских играх. 
В 2022 году в составе сборной стал бронзовым призёром пекинской Олимпиады.